# 亀井文蔵
亀井 文蔵（かめい ぶんぞう、1924年7月6日 - 2011年6月20日）は、日本の経営者。

## 来歴・人物
宮城県出身。1947年に東北大学工学部応用化学科を卒業。東北大学助手を経て、1952年に亀井商店(のちのカメイ)に転じ、1955年に常務に就任し、1963年に副社長を経て、1979年に社長に就任。1993年に会長に就任し、2003年には名誉会長に就任。宮城テレビ放送社長、仙台トヨペット社長なども歴任。
1990年4月に藍綬褒章を受章し、1995年4月に勲三等旭日中綬章を受章した。
2011年6月20日、腎不全のために死去。86歳没。